# Body Awareness
Body Awareness è l'opera teatrale di debutto della drammaturga statunitense Premio Pulitzer Annie Baker.

## Trama
Shirley, Vermont. Phyllis, docente di psicologia nell'università locale, ha organizzato una settimana di seminari, conferenze e performance sul corpo umano, i cui ospiti includono una compagnia di ballo palestinese e un fotografo di fama mondiale. L'accademica vive con la compagna Joyce e il figlio del primo matrimonio della partner, il ventunenne Jared, che manifesta diversi sintomi della sindrome di Asperger ma si rifiuta di farsi vedere da uno specialista. Il delicato equilibrio della famiglia si spezza quando devono ospitare Frank Bonitatibus, il fotografo invitato alla conferenza. Frank è specializzato nel nudo femminile e le sue foto offendono Phyllis, che si sente tradita quando scopre che Joyce ha accettato di posare nuda per lui. Intanto Jared, brillante autodidatta, cerca di farsi licenziare da McDonald's e chiede aiuto a Frank su come conquistare una ragazza.

## Produzioni
Body Awareness debuttò all'Atlantic Theater Company dell'Off Broadway il 28 maggio 2008 e rimase in scena fino al 22 giugno. Diretto da Karen Kohlhaas, il cast comprendeva JoBeth Williams (Phyllis), Mary McCann (Phyllis), Jonathan Clem (Jared) and Peter Friedman (Frank). La piece fu candidata al Drama Desk Award e l'Outer Critics Circle Award per la migliore opera teatrale. Altre produzioni sono andate in scena a Boston e San Francisco.